# Щиценський повіт
Щитненський повіт (пол. powiat szczycieński) — один з 19 земських повітів Вармінсько-Мазурського воєводства Польщі.
Утворений 1 січня 1999 року в результаті адміністративної реформи.

## Загальні дані
Повіт знаходиться у південноій частині воєводства.
Адміністративний центр — місто Щитно.
Станом на 1.01.2008 населення становить 69 241 осіб, площа 1933,23 км².
На терени повіту були депортовані 566 українців з українських етнічних територій у 1947 році (т. з. акція «Вісла»).

## Демографія
Демографічні дані повіту станом на 30.06.2005:
|       | Всього | Всього | Жінки  | Жінки | Чоловіки | Чоловіки |
| ----- | ------ | ------ | ------ | ----- | -------- | -------- |
|       | осіб   | %      | осіб   | %     | осіб     | %        |
| Повіт | 69 511 | 100    | 35 065 | 50,4  | 34 446   | 49,6     |
| Міста | 28 444 | 100    | 14 825 | 52,1  | 13 619   | 47,9     |
| Села  | 41 067 | 100    | 20 240 | 49,3  | 20 827   | 50,7     |